# 1545 en France
Chronologie de la France
- 1541
- 1542
- 1543
- 1544
- 1545
- 1546
- 1547
- 1548
- 1549

## Événements
- 12 avril : le Parlement d’Aix ordonne le massacre des Vaudois de Provence, les déclarant hérétiques, en application d’un ordre signé par le roi de France le 1er janvier. Plusieurs villages sont détruits (Mérindol le 18 avril, Cabrières-d’Aigues…)[1].

- 6 mai : édit qui précise les domaines d’autorité (surtout militaires) des gouverneurs et délimite exactement les gouvernements[2].
- Mai : par lettres patentes, le roi de France François Ier ordonne la reconstruction de la ville de Vitry-en-Perthois, détruite l’année précédente par Charles Quint[3]. La nouvelle ville prendra le nom de Vitry-le-François. Il en confie le chantier à l’architecte et ingénieur militaire italien Girolamo Marini, originaire de Bologne[4].
- 3 juillet : victoire navale française sur l’Angleterre à la bataille de Chef-de-Caux à l’embouchure de la Seine (Sainte-Adresse)[5].
- 15 août : victoire navale française sur l’Angleterre à la bataille de Boulogne[6].
- 19 septembre : Rabelais obtient un privilège royal pour l’impression du Tiers Livre et pour la réédition de Pantagruel et de Gargantua avec des corrections[7].

- Ambroise Paré publie La méthode de traicter les playes faictes par hacquebutes et aultres bastons à feu et de celles qui sont faictes par flèches, dardz et semblables, aussy des combustions spécialement faictes par la pouldre à canon[8] puis un Traité sur l’accouchement et l’anatomie.

## Naissances en 1545
- Pierre Chabanceau de La Barre, organiste français.

## Décès en 1545
- Pernette du Guillet, poétesse.
- 9 septembre: Charles d’Orléans, troisième fils de François Ier.